# Tramwaje w Berlinie
Tramwaje w Berlinie (niem. Straßenbahn Berlin) – system transportu szynowego w stolicy Niemiec, stanowiący jeden z najstarszych systemów tramwajowych na świecie. W 2010 były na trzecim miejscu na świecie pod względem wielkości sieci tramwajowej (zaraz za Melbourne i Sankt Petersburgiem) Operatorem jest założone w 1929 przedsiębiorstwo Berliner Verkehrsbetriebe (BVG). Normalnotorowa sieć posiada łączną długość torowisk wynoszącą 189,4 km i 800 przystanków. Napięcie sieci wynosi obecnie 600 V, choć rozważana jest jego zmiana na 750 V. 22 linie tramwajowe mają całkowitą długość 300 km. W 2014 berlińskie tramwaje przewiozły 174,7 miliona pasażerów.
W Berlinie od 1865 funkcjonował system tramwaju konnego. Od 1881 do końca XIX wieku sieć została zelektryfikowana. W czasie podziału miasta przedsiębiorstwo BVG zostało podzielone na oddział wschodni i zachodni; w 1992 oba oddziały zjednoczono. Do 1967 wszystkie linie tramwajowe w Zachodnim Berlinie zostały zlikwidowane. Z wyjątkiem trzech przedłużonych po zjednoczeniu Niemiec w byłej części zachodniej miasta odcinków linii, komunikacja tramwajowa funkcjonuje jedynie na obszarze wschodniej części miasta. W 2008 roku wprowadzono do eksploatacji tramwaje Bombardier Flexity Berlin.

## Historia

### Omnibusy konne
Pierwsza linia omnibusu konnego w Berlinie funkcjonowała od 1825 na trasie Brandenburger Tor – Charlottenburg, natomiast pierwszą linią kursującą na obszarze ograniczonym berlińskim murem celnym była otwarta w 1840 linia między Alexanderplatz a Potsdamer Bahnhof. 1 stycznia 1847 została otwarta pierwsza linia zarządzana przez Concessionirten Berliner Omnibus Compagnie. Do 1864 liczba operatorów linii omnibusowych w Berlinie wzrosła do 36.

### Tramwaje konne

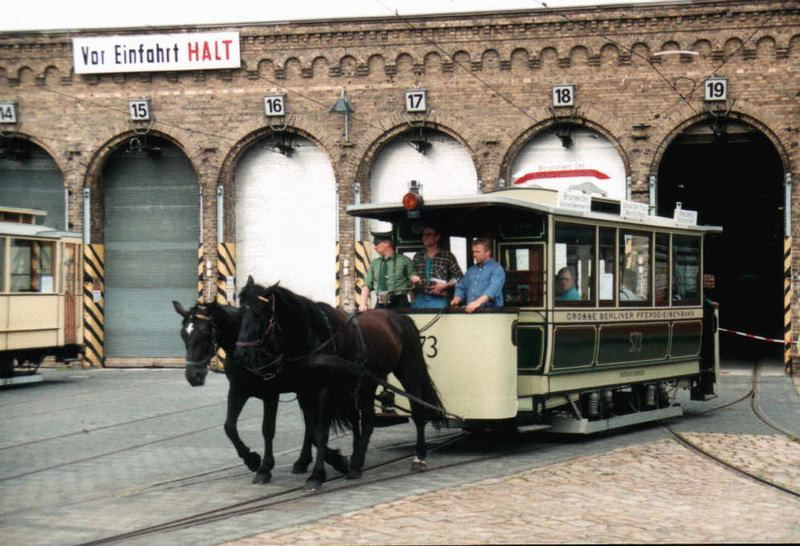
Tramwaj konny należący do Großen Berliner Pferde-Eisenbahn z 1885

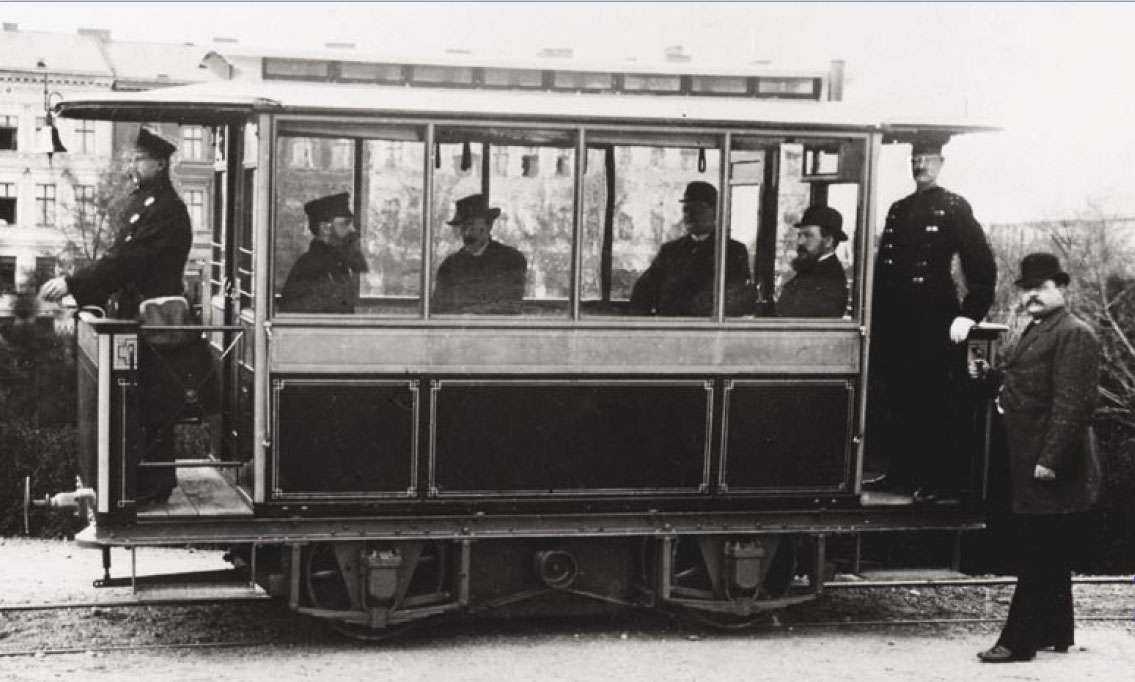
Pierwszy elektryczny tramwaj w Lichterfelde, 1881

22 czerwca 1865 przedsiębiorstwo Berliner Pferde-Eisenbahn-Gesellschaft E. Besckow w Berlinie uruchomiło pierwszą linię tramwaju konnego. Trasa wiodła od Bramy Brandenburskiej poprzez dzisiejszą Straße des 17. Juni do Charlottenburgu. 28 sierpnia jej trasę wydłużono przez Dorotheenstraße do Kupfergraben, przystanku położonego na obszarze dzisiejszej Wyspy Muzeów. Przystanek końcowy funkcjonuje w tym miejscu do dziś.

### Elektryfikacja
16 maja 1881 w ówczesnej miejscowości Groß-Lichterfelde (dziś część Berlina) Werner von Siemens uruchomił pierwszą na świecie linię tramwaju elektrycznego. Elektryfikacja linii tramwaju konnego rozpoczęła się pod koniec XIX wieku. Pierwsza regularnie kursująca linia tramwaju elektrycznego na obszarze Berlina została otwarta przez Siemens & Halske. Funkcjonowała od 10 września 1895 między narożnikiem Prinzenallee/Badstraße (Gesundbrunnen) a Breiten Straße (Pankow). Elektryfikacja linii tramwaju konnego została zakończona w 1902 roku.
Berlińska sieć tramwajowa była obsługiwana przez licznych operatorów. Oprócz prywatnych przedsiębiorców, których firmy często ulegały połączeniom i przejęciom. Najważniejszym prywatnym operatorem było przedsiębiorstwo Große Berliner Pferde-Eisenbahn, które od czasu zelektryfikowania trakcji nazywało się Große Berliner Straßenbahn (GBS). Stopniowo wykupywało ono inne firmy zarządzające komunikacją tramwajową. 13 grudnia 1920 GBS połączyło się z BESTAG oraz SSB.

### Berliner Verkehrsgesellschaft (BVG)

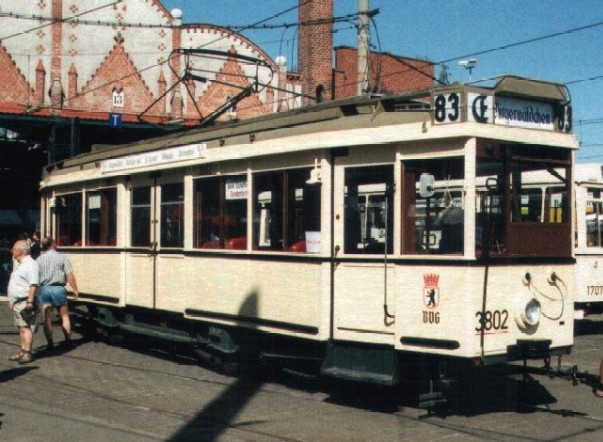
Wagon silnikowy typu TM 34 z 1927

1 stycznia 1929 berlińską sieć tramwajową przejęło nowo powstałe przedsiębiorstwo transportowe Berliner Verkehrs-AG (BVG). BVG przejęło także system kolei podziemnej i naziemnej. Zajęło się także obsługą linii autobusowych wcześniej obsługiwanych przez Allgemeinen Berliner Omnibus-Actien-Gesellschaft (ABOAG).
W dniu założenia BVG obsługiwało 89 linii tramwajowych i torowiska o długości 634 km, posiadało 4000 wagonów tramwajowych i zatrudniało 14 400 osób do obsługi samej tylko sieci tramwajowej. Tramwaje wykonywały rocznie 170 milionów wozokilometrów. W 1929 tramwaje przewiozły 929 milionów pasażerów; w końcu tego samego roku funkcjonowały już 93 linie.
Pomimo bombardowań miasta w okresie II wojny światowej, braku personelu i prądu przywrócono komunikację tramwajową w marcu 1943, która funkcjonowała do dnia 23 kwietnia 1945, kiedy to ponownie uległa zawieszeniu. Pomimo ogromnych zniszczeń, 20 maja 1945 zostały ponownie uruchomione linie tramwajowe na peryferiach Berlina. Pod koniec 1945 można było uruchomić 328 kilometrów torów tramwajowych.

### Podzielone miasto

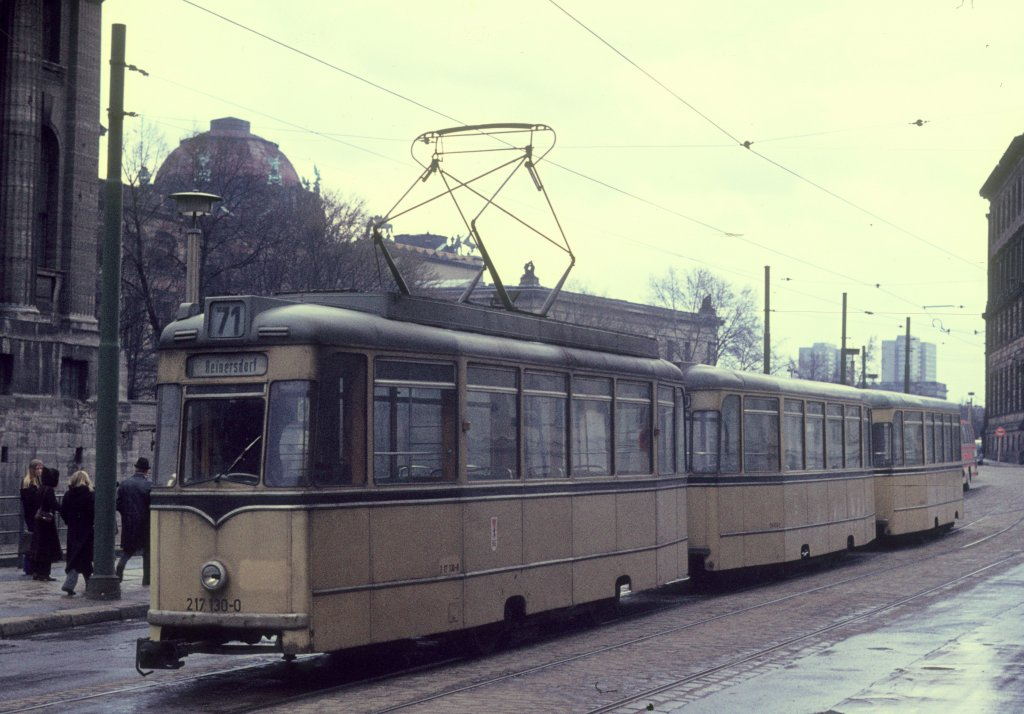
Trójskład tramwajowy na linii 71, 1972

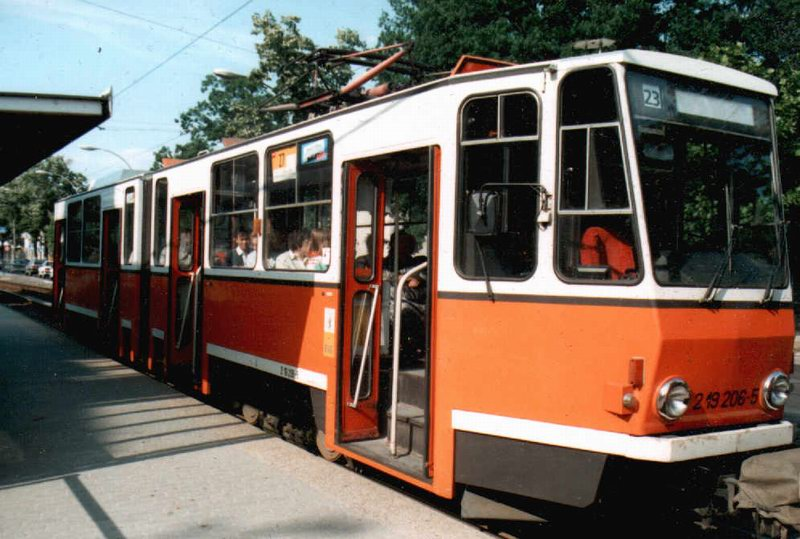
Krótkoprzegubowy wagon Tatra KT4D należący do BVB, rok produkcji 1980

1 sierpnia 1949 przedsiębiorstwo BVG zostało podzielone na dwie części jako rezultat podzielenia Berlina. Utworzono dwie nowe firmy: BVG-West funkcjonujące w trzech sektorach zachodnich (36 linii tramwajowych) oraz BVG-Ost (13 linii) w sektorze sowieckim, od 1969 VEB Kombinat Berliner Verkehrsbetriebe (BVB). 14 października 1950 ruch tramwajowy z Berlina Zachodniego do sąsiednich gmin (Kleinmachnowa i Schönefeldu) został zlikwidowany.

#### Berlin Zachodni
Od 1954 w Berlinie Zachodnim nastąpiła zmiana polityki transportowej; zdecydowano o odstąpieniu od utrzymywania komunikacji tramwajowej. W zamian postawiono na rozbudowę sieci metra oraz autobusów. Tramwaj uważany był za przestarzały i zbędny środek transportu. Od 1954 linie tramwajowe zaczęto zastępować autobusowymi oraz w późniejszym czasie znacznie rozbudowanym systemem metra. Pod koniec roku 1962 w zachodniej części miasta istniało 18 linii tramwajowych.
2 października 1967 w Berlinie Zachodnim zlikwidowano ostatnią linię tramwajową oznaczoną numerem 55, która kursowała od Dworca Berlin Zoo przez Ernst-Reuter-Platz – Rathaus Charlottenburg – S-Bahnhof Jungfernheide – Siemensdamm – Nonnendammallee – Falkenseer Platz – Neuendorfer Allee do Spandau. Dopiero w 1984 odcinek ten został zastąpiony przez rozbudowaną linię metra U7.
Obecnie wiele linii metrobusu nawiązuje swoim przebiegiem do dawnych linii tramwajowych.

#### Berlin Wschodni
W Berlinie Wschodnim po podziale miasta narastały problemy z funkcjonowaniem komunikacji tramwajowej. Główne warsztaty tramwajowe zlokalizowane były w części zachodniej przy Uferstraße. Od 1954 zakład RAW Schöneweide zajął się naprawami oraz konserwacją taboru tramwajowego Berlina Wschodniego. Wykonywano naprawy i przeglądy zarówno taboru szybkiej kolei miejskiej, jak i wagonów metra.
Wzorem dla polityki transportowej w Berlinie Wschodnim była Moskwa ze swoimi szerokimi, pozbawionymi ruchu tramwajowego alejami. Takie nastawienie do transportu spowodowało likwidację w latach 50. i 60. XX wieku licznych odcinków sieci tramwajowej. W 1967, w związku z budową nowych budynków na Alexanderplatz, zamknięto przebiegające przez niego linie. Pozostała jednak linia tramwajowa kursująca w pobliże dworca na Friedrichstraße. U schyłku lat 80. XX wieku na obszarze Mitte funkcjonowało 12 linii tramwajowych, które kończyły bieg na krańcówkach Kupfergraben, Stadion der Weltjugend (dziś U-Bahnhof Schwartzkopffstraße) oraz Hackescher Markt. Bezpośrednie połączenie dworca na Friedrichstraße przebiegało przez równoległą do Friedrichstraße ulicę Planckstraße.
Nie planowano całkowitej likwidacji sieci tramwajowej. W końcu lat 70. XX wieku wybudowano nowe odcinki torów tramwajowych, które umożliwiły połączenie z miastem nowych osiedli Marzahn, Hohenschönhausen oraz Hellersdorf.

### Od zjednoczenia Niemiec

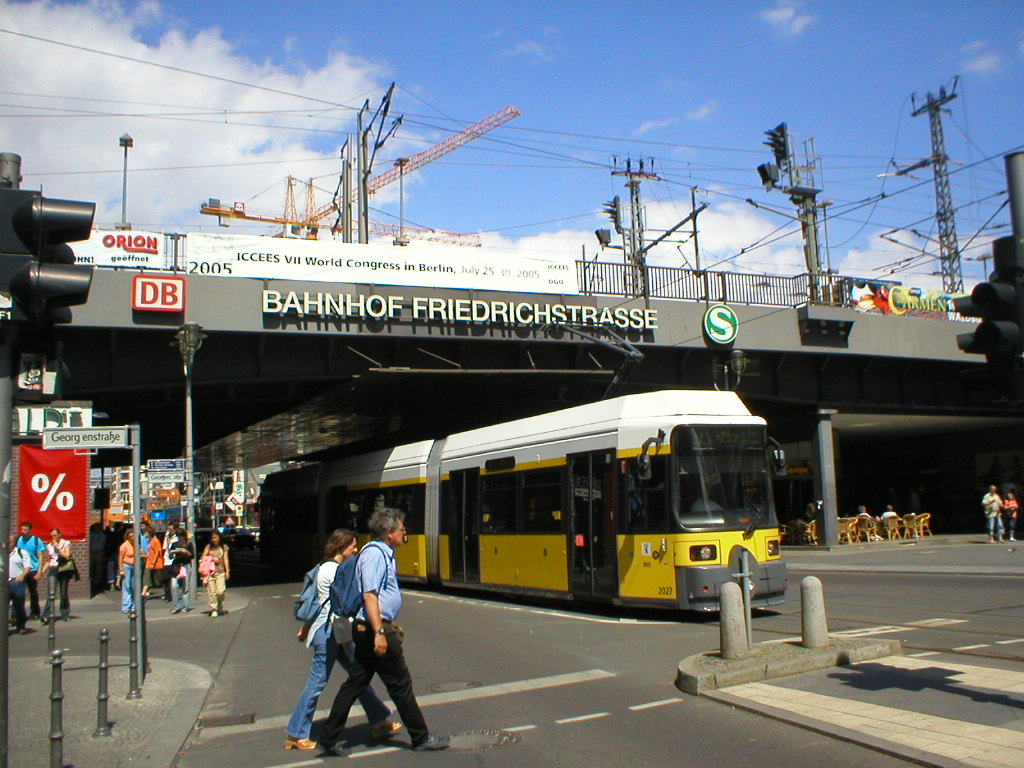
Od 1997 tramwaje dojeżdżają pod Dworzec Friedrichstraße

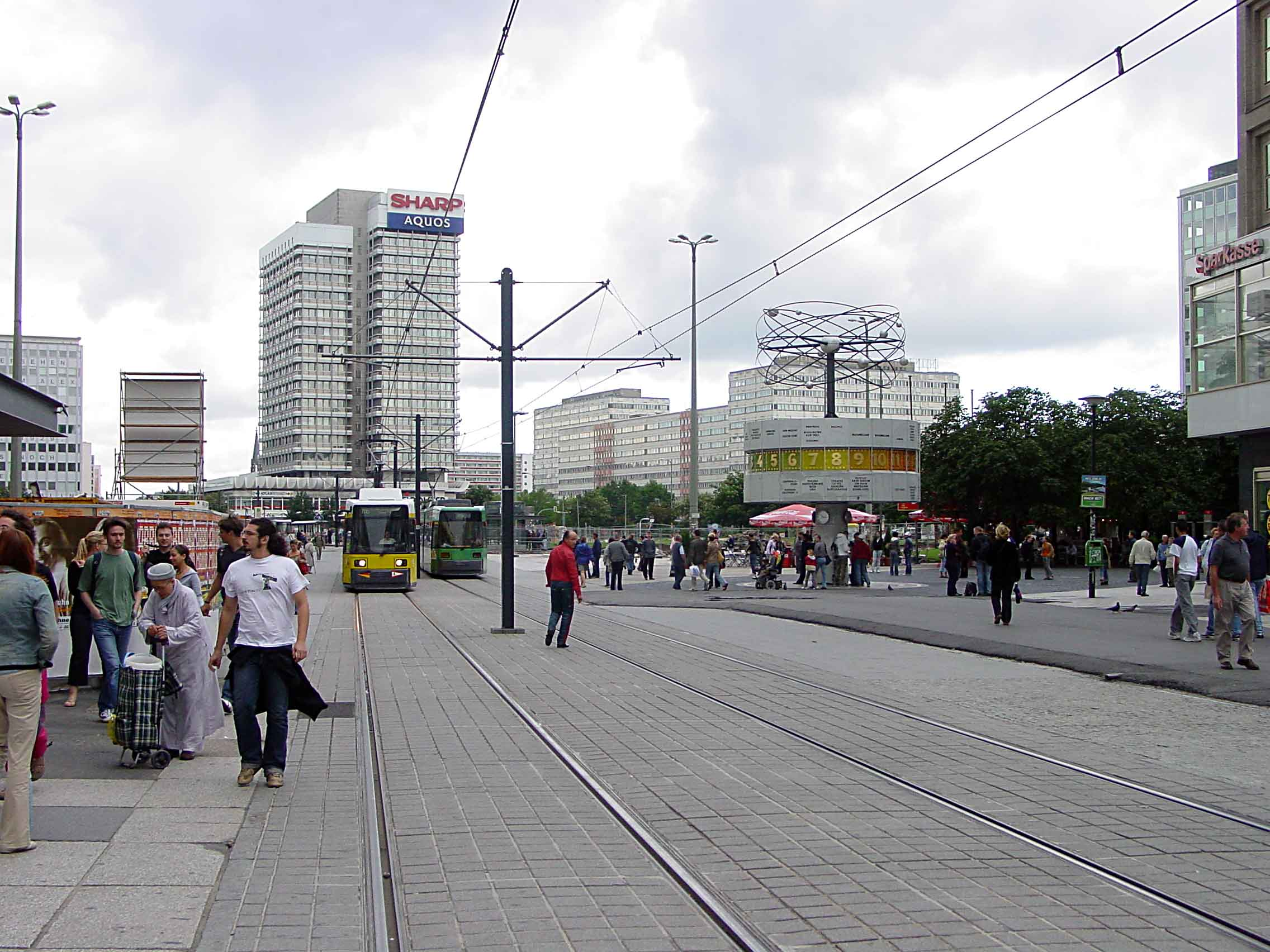
Tramwaje na Alexanderplatz, w tle widoczny Urania-Weltzeituhr oraz Haus des Reisens

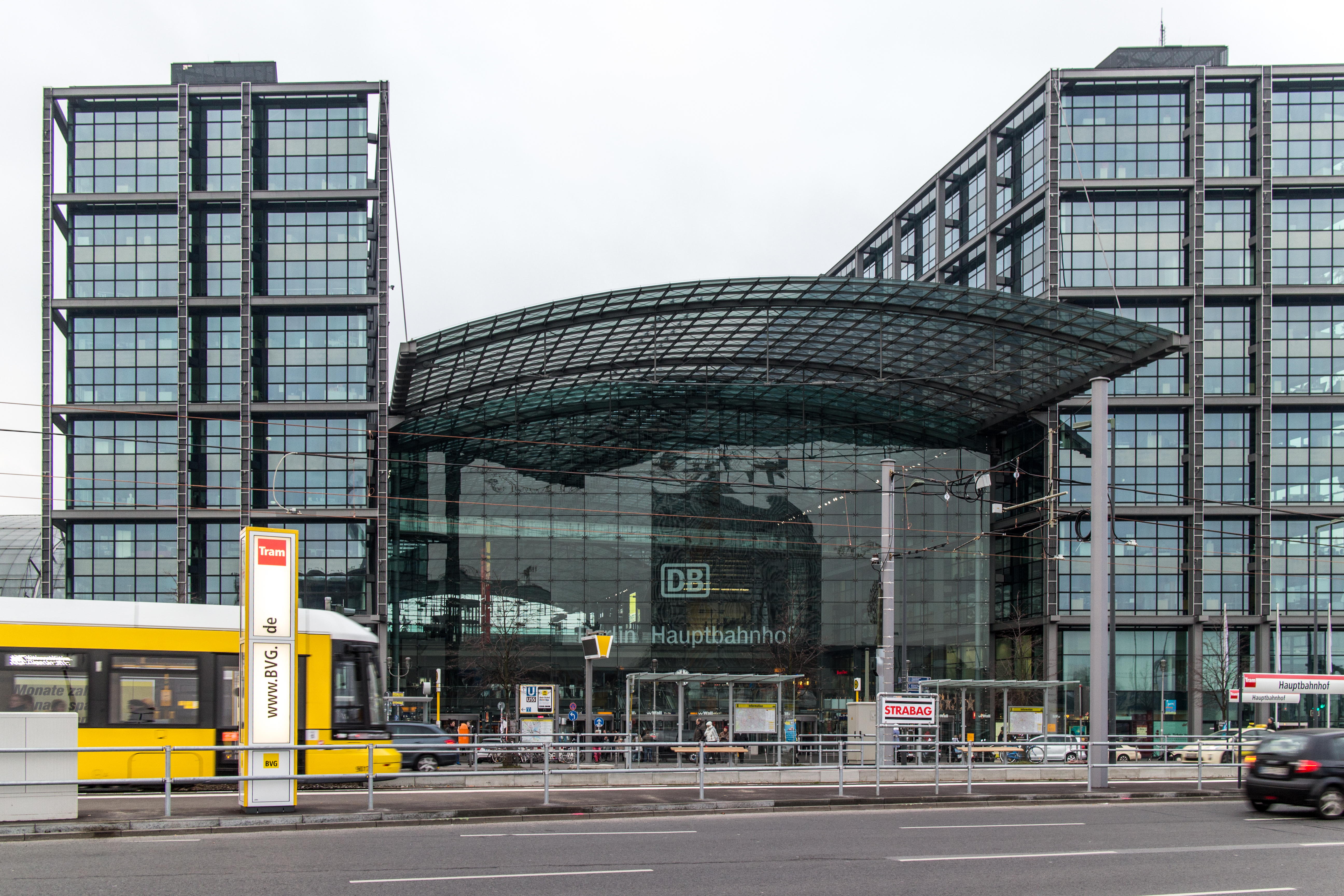
Tramwaj linii M5 14 grudnia 2014, pierwszego dnia otwarcia regularnego transportu do dworca głównego

W 1992 roku przedsiębiorstwo BVG (zachodnie) i BVB (wschodnie) połączono w jedno, noszące dziś nazwę Berliner Verkehrsbetriebe. Oprócz linii autobusowych i linii metra nowo powstałe BVG zaczęło zarządzać jeżdżącymi niemal wyłącznie w części wschodniej miasta tramwajami.
Pojawiały się pomysły likwidacji linii tramwajowych kursujących do Pankow. Argumentem za likwidacją był przebieg linii tramwajowej na Schönhauser Allee równoległy do linii metra U2. Planu tego nie zrealizowano, a wkrótce potem senator transportu Herwig Haase przedstawił plany odbudowy linii tramwajowych w części wschodniej Berlina.
Pierwszy nowy odcinek sieci tramwajowej został otwarty w 1995: Dojazd tramwajem do Rudolf-Virchow-Klinikum oraz stacji metra Seestraße (Wedding) oraz Osloer Straße (Gesundbrunnen) znów był możliwy dzięki przedłużeniu linii.
Od 20 grudnia 1997 tramwaje zatrzymują się bezpośrednio przy stacji Berlin Friedrichstraße. Wcześniej należało pokonać pieszo długą drogę, aby dotrzeć do dworca. Położenie przystanku końcowego „Am Kupfergraben” w pobliżu Uniwersytetu Humboldta i Wyspy Muzeów, nie uległo zmianie.
Rok później uruchomiono komunikację tramwajową na Alexanderplatz. Tramwaje jadące przez plac zatrzymują się zarówno przy stacji linii metra U2, jak i pod budynkiem dworca linii regionalnych i S-Bahnu, skąd dostać się można także na stację linii metra U5 i U8. Wbrew przekonaniom krytyków przewidujących wzrost wypadków w strefie pieszej z udziałem przechodniów i tramwajów, nic takiego nie miało miejsca.
W 2000 roku tory tramwajowe położono od ówczesnego przystanku końcowego na Revaler Straße nieopodal stacji S-Bahnu Warschauer Straße do identycznie nazwanej stacji metra. Ponieważ w okolicy stacji metra nie było miejsca na budowę pętli tramwajowej, tory kończą się ślepo. Dla obsługi tej trasy potrzebne były wagony dwukierunkowe. Tory tramwajowe, które w 1995 położono na Oberbaumbrücke, nie są obecnie wykorzystywane, gdyż przedłużenie torów tramwajowych do Hermannplatz jest dopiero w fazie planów.
W tym samym roku tramwaje przedłużono także na obszarze Pankow od dawnego przystanku końcowego Französisch Buchholz, Kirche do Guyotstraße, zapewniając tym samym obsługę komunikacją tramwajową nowo zabudowanego obszaru.
Drugi nowy odcinek sieci tramwajowej w zachodniej części miasta uruchomiono w 2006. Linię M10 przedłużono od jej ówczesnej stacji końcowej Eberswalder Straße przez Bernauer Straße do Gesundbrunnen.
30 maja 2007 otwarto nowo wybudowany odcinek od Prenzlauer Tor poprzez Karl-Liebknecht-Straße do Alexanderplatz – korzysta z niego obecnie linia M2 kończąca bieg bezpośrednio u stóp dworca S-Bahnu i linii regionalnych. Wcześniej linia M2 kursowała przez Rosa-Luxemburg-Platz do Hackescher Markt. Dotychczasowa trasa na Schönhauser Straße przestała być używana w regularnej komunikacji, pozostając jednak odcinkiem czynnym.
4 września 2011 włączono do eksploatacji nowo wybudowany odcinek torów tramwajowych o długości 1,5 km, wiodący od stacji Adlershof do przystanku końcowego Karl-Ziegler-Straße przy domu akademickim Uniwersytecie Humboldta. Całkowity koszt przedłużenia linii tramwajowej i budowy trzech nowych przystanków wyniósł 13 mln Euro. Odcinek jest obecnie wykorzystywany przez linie 60 i 61. Początkowo planowano uruchomienie tego odcinka na 1999 rok. Projekt został zatwierdzony dopiero w 2002 roku. W 2007 roku rozpoczęto montaż infrastruktury. Dzienną liczbę pasażerów na nowym odcinku szacowano na 9000.
14 grudnia 2014 linia tramwajowa M5 została wydłużona od stacji S-Bahnu Hackesher Markt do dworca głównego.

## Linie

### Kursujące
| Linia | Przebieg | Długość (w km) | Przystanki |
| ----- | --- | -------------- | ---------- |
| M1    | Mitte, Am Kupfergraben – S+U Friedrichstraße – U Oranienburger Tor – S Hackescher Markt – U Rosenthaler Platz – U Eberswalder Straße – Schönhauser Allee/Bornholmer Straße – Pankow Kirche – Grabbeallee/Pastor-Niemöller-Platz – Niederschönhausen, Schillerstraße oder Rosenthal Nord                                                                               | 12,4           | 39         |
| M2    | S+U Alexanderplatz/Dircksenstraße – Mollstraße/Prenzlauer Allee – Prenzlauer Allee/Danziger Straße – Prenzlauer Allee/Ostseestraße – Am Steinberg – Heinersdorf | 06,5           | 18         |
| M4    | S Hackescher Markt – S+U Alexanderplatz/Gontardstraße – Mollstraße/Otto-Braun-Straße – Greifswalder Straße/Danziger Straße – Antonplatz – Sulzfelder Straße – Prerower Platz – Falkenberg oder Hohenschönhausen, Zingster Straße | 11,4           | 29         |
| M5    | Clara-Jaschke-Str. – Lüneburger Str. – Lesser-Ury-Weg – S+U Hauptbahnhof – U Naturkundemuseum – S Hackescher Markt – S+U Alexanderplatz/Gontardstraße – Mollstraße/Otto-Braun-Straße – Landsberger Allee/Petersburger Straße – Hohenschönhauser Straße/Weißenseer Weg – Hauptstraße/Rhinstraße – Gehrenseestraße – Prerower Platz – Hohenschönhausen, Zingster Straße | 14,9           | 38         |
| M6    | S Hackescher Markt – S+U Alexanderplatz / Gontardstraße – Mollstraße/Otto-Braun-Straße – Landsberger Allee/Petersburger Straße – Hohenschönhauser Straße/Weißenseer Weg – Landsberger Allee/Rhinstraße – Jan-Petersen-Straße – Hellersdorf, Riesaer Straße | 19,2           | 39         |
| M8    | S Nordbahnhof – U Rosenthaler Platz – Mollstraße/Prenzlauer Allee – Mollstraße/Otto-Braun-Straße – Landsberger Allee/Petersburger Straße – Roederplatz – Herzbergstraße/Siegfriedstraße – Allee der Kosmonauten/Rhinstraße – S Springpfuhl – Jan-Petersen-Straße – Ahrensfelde                                                                                        | 19,2           | 38         |
| M10   | S Nordbahnhof – U Eberswalder Straße – Prenzlauer Allee/Danziger Straße – Greifswalder Straße/Danziger Straße – Landsberger Allee/Petersburger Straße – U Frankfurter Tor – S+U Warschauer Straße | 07,8           | 20         |
| M13   | Wedding, Virchow-Klinikum – Schönhauser Allee/Bornholmer Straße – Prenzlauer Allee/Ostseestraße – Antonplatz – Hohenschönhauser Straße/Weißenseer Weg – Roederplatz – Loeperplatz – S+U Frankfurter Allee – S Warschauer Straße | 17,1           | 39         |
| M17   | Falkenberg – Prerower Platz – Gehrenseestraße – Landsberger Allee/Rhinstraße – Allee der Kosmonauten/Rhinstraße – Treskowallee/Ehrlichstraße – Wilhelminenhofstraße/Edisonstraße – S Schöneweide | 15,5           | 32         |
| 12    | Mitte, Am Kupfergraben – U Oranienburger Tor – S Hackescher Markt – U Rosenthaler Platz – U Eberswalder Straße – Prenzlauer Allee/Ostseestraße – Antonplatz – Weißensee, Pasedagplatz | 10,7           | 28         |
| 16    | S+U Frankfurter Allee – Loeperplatz – Roederplatz – Hohenschönhauser Straße/Weißenseer Weg – Landsberger Allee/Rhinstraße – Ahrensfelde | 13,6           | 25         |
| 18    | S Springpfuhl – Hellersdorf, Riesaer Straße | 13,6           | 20         |
| 21    | S+U Lichtenberg/Gudrunstraße – Herzbergstraße/Siegfriedstraße – Loeperplatz – U Frankfurter Tor – Treskowallee/Ehrlichstraße – Wilhelminenhofstraße/Edisonstraße – S Schöneweide | 16,5           | 41         |
| 27    | Krankenhaus Köpenick/Südseite – Schloßplatz Köpenick – Bahnhofstraße/Lindenstraße – Wilhelminenhofstraße/Edisonstraße – Treskowallee/Ehrlichstraße – Allee der Kosmonauten/Rhinstraße – Landsberger Allee/Rhinstraße – Hauptstraße/Rhinstraße – Sulzfelder Straße – Weißensee, Pasedagplatz                                                                           | 20,7           | 45         |
| 37    | S+U Lichtenberg/Gudrunstraße – Herzbergstraße/Siegfriedstraße – Allee der Kosmonauten/Rhinstraße – Treskowallee/Ehrlichstraße – Wilhelminenhofstraße/Edisonstraße – S Schöneweide | 11,3           | 23         |
| 50    | Wedding, Virchow-Klinikum – Schönhauser Allee/Bornholmer Straße – Pankow Kirche – Französisch Buchholz, Guyotstraße | 14,4           | 32         |
| 60    | Adlershof, Karl-Ziegler-Straße – Schloßplatz Köpenick – Bahnhofstraße/Lindenstraße – S Friedrichshagen – Friedrichshagen, Altes Wasserwerk | 11,9           | 28         |
| 61    | Adlershof, Karl-Ziegler-Straße – Schloßplatz Köpenick – Bahnhofstraße/Lindenstraße – S Friedrichshagen – Rahnsdorf/Waldschänke | 15,1           | 31         |
| 62    | Wendenschloß – Schloßplatz Köpenick – Bahnhofstraße/Lindenstraße – S Köpenick – S Mahlsdorf | 12,2           | 31         |
| 63    | S Köpenick – Bahnhofstraße/Lindenstraße – Wilhelminenhofstraße/Edisonstraße – S Schöneweide – Johannisthal, Haeckelstraße | 08,9           | 23         |
| 67    | Krankenhaus Köpenick, Südseite – Schloßplatz Köpenick – Bahnhofstraße/Lindenstraße – Wilhelminenhofstraße/Edisonstraße – S Schöneweide | 08,1           | 19         |
| 68    | S Köpenick – Bahnhofstraße/Lindenstraße – Schloßplatz Köpenick – S Grünau – Alt-Schmöckwitz | 14,5           | 27         |

Kursywa = w przypadku metrolinii na zaznaczonym odcinku brak komunikacji nocnej

## Tabor tramwajowy

### Tatra KT4D

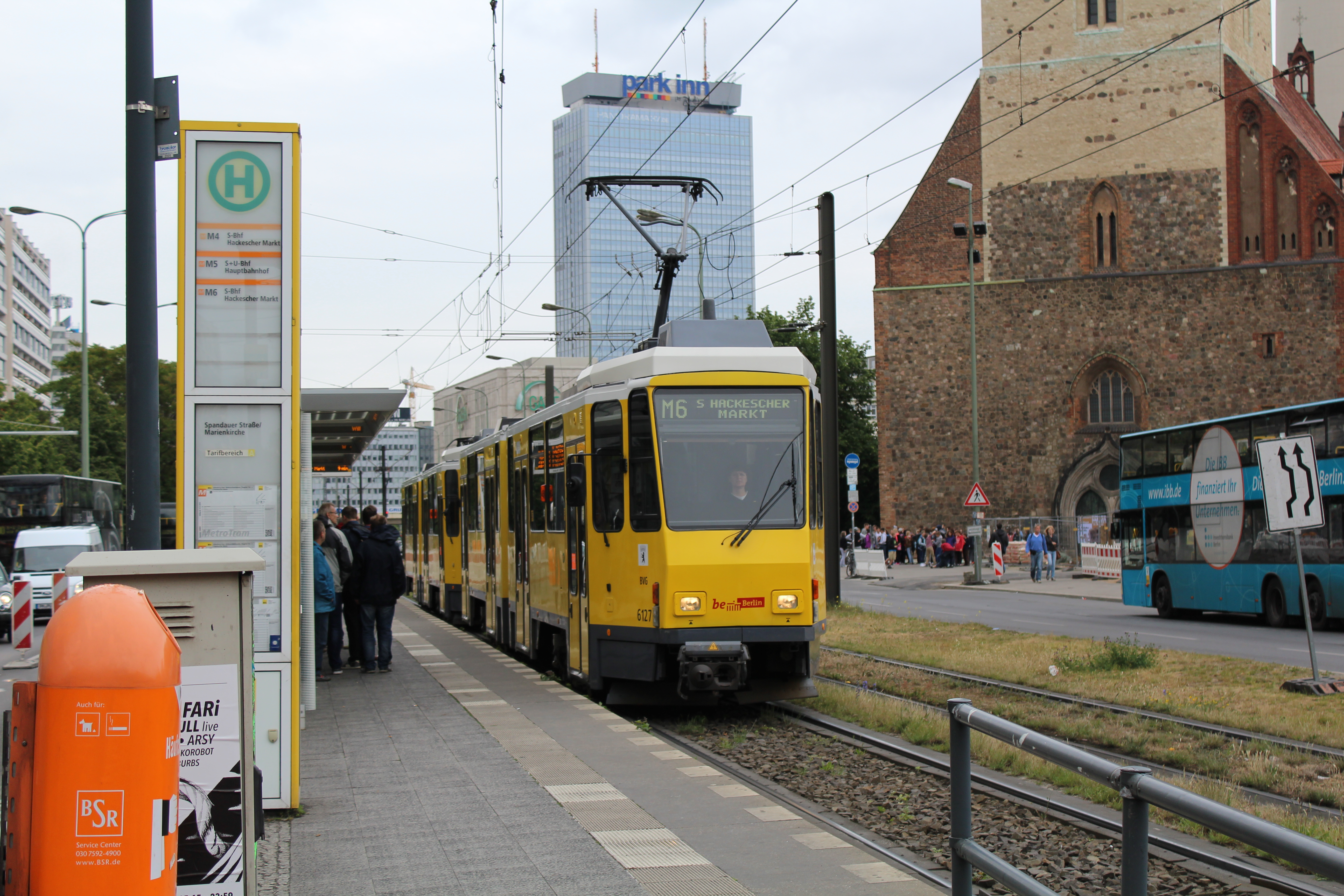
Skład Tatr KT4DtM na przystanku „Spandauer Straße Marienkirche” w 2015

Od połowy lat 70. XX wieku przedsiębiorstwo Berliner Verkehrsbetriebe kupowało nowe wagony tramwajowe, które wyprodukowały czechosłowackie zakłady ČKD Tatra. Między 1976 i 1987 czteroosiowe wagony przegubowe typu KT4D wprowadzono do eksploatacji, niektóre z nich były wyprodukowaną specjalnie dla Berlina odmianą KT4Dt z rozruchem tyrystorowym. Długie na 18,11 m i szerokie na 2,2 m wagony mogły zabrać jednorazowo 99 pasażerów. Istniała możliwość łączenia tych wagonów w składy.
Pierwszy wagon typu KT4D przybył do Berlina 3 kwietnia 1976. 11 września tego samego roku razem z trzema innymi wagonami został włączony do regularnej eksploatacji. Łącznie wyprodukowano 576 wagonów typu KT4D dla Berlina, w tym 99 typu KT4Dt. Oprócz nich od 1984 sprowadzono jeszcze osiem wagonów z tzw. serii zerowej z Lipska. Z powodu zbyt słabego napięcia w sieci trakcyjnej, nie można było wprowadzić do eksploatacji wszystkich wagonów, zatem 80 najmłodszych wozów KT4D w latach 1989/1990 oddano do Poczdamu i Chociebuża.
Między 1993 i 1997 połowa wagonów typu KT4D uległa znacznej modernizacji. Pozostałe wozy do 1999 sprzedano lub zezłomowano. Ponowna modernizacja wagonów Tatra KT4M i KT4DtM została odrzucona przez BVG ze względów finansowych. Na przełomie lat 2006–2007 dostarczono do Szczecina 21 sztuk tramwajów Tatra KT4DtM wycofanych w Berlinie. Druga dostawa trwała od maja do listopada 2010 roku, sprowadzono wówczas dodatkowo 11 sztuk. W październiku 2012 podpisano umowę z BVG na dostawę 41 wagonów oraz jednego powypadkowego, który ma być przeznaczony na części zamienne. Przybyły one do Szczecina na przełomie 2012 i 2013 roku.

### GT6N

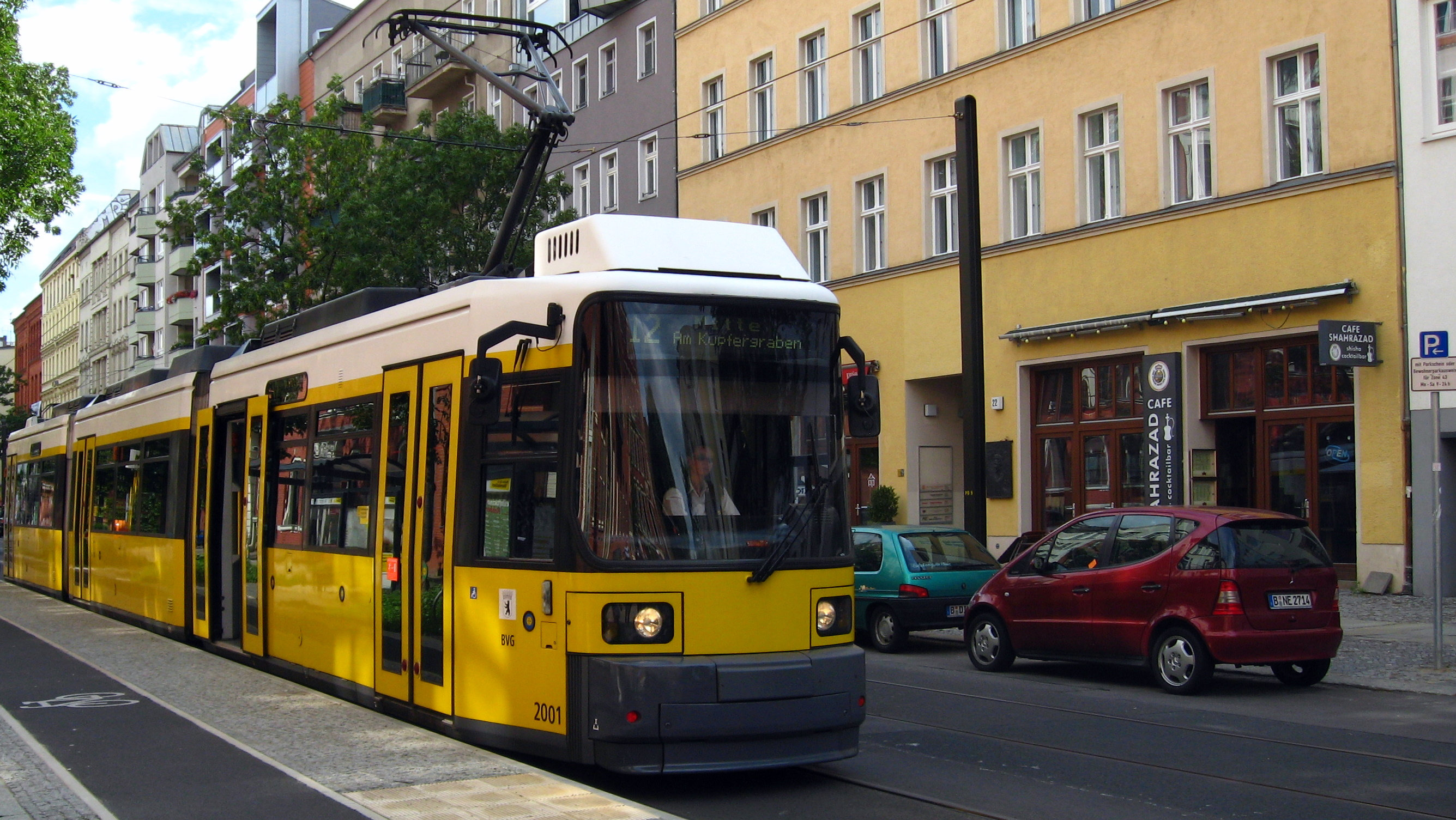
Adtranz GT6N na linii nr 12, 2011

Między 1992 a 2003 dostarczono 105 trójczłonowych wagonów przegubowych typu GT6N (jednokierunkowych) oraz 45 wagonów typu GT6N-ZR (dwukierunkowych). Wagony są szerokie na 2,3 m i długie na 26,8 m (GT6N) lub 26,5 m (GT6N-ZR). Jednorazowo mogą przewieźć 150 pasażerów. Istnieje możliwość łączenia tych wagonów w składy.
134 wagony zostały w ramach ryzykownego leasingu transgranicznego sprzedane amerykańskiemu inwestorowi, a następnie wydzierżawione. Przedsiębiorstwo BVG ma zabezpieczone 157 milionów Euro na pokrycie ewentualnych strat wynikających z transgranicznego leasingu.
Na przełomie lat 2011/2012 firma BVG w wagonach nr 1006 i 1016 zamontowała nowy napęd oraz oprogramowanie, podobne do tych zastosowanych w tramwaju Bombardier Flexity Berlin. Po modernizacji tramwajom zmieniono numery na 1506 i 1516. Dalsza przebudowa typu GT6 na GT6U będzie następowała stopniowo; będą modernizowane po dwa wagony.

### Flexity Berlin

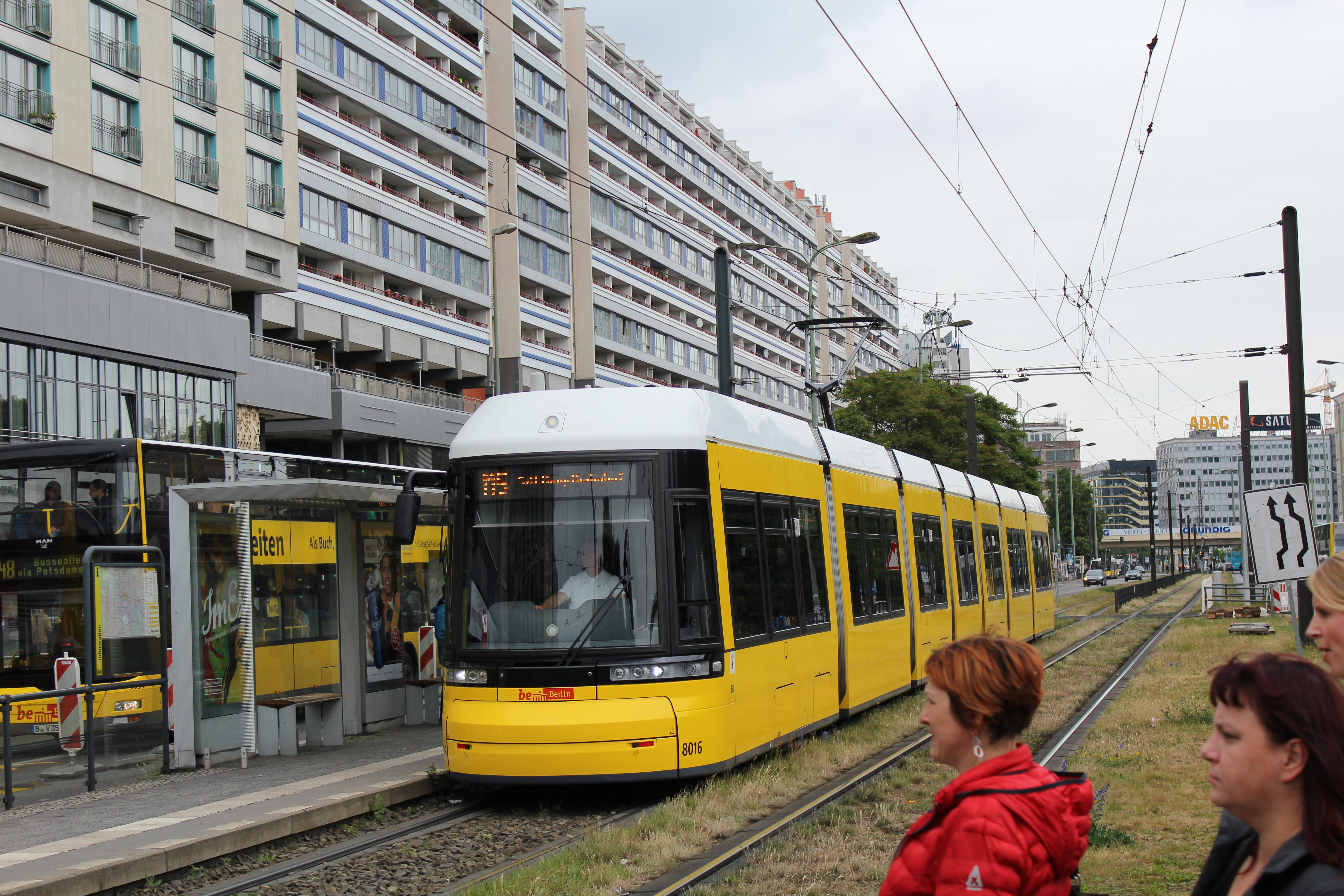
Bombardier Flexity Berlin na linii M5, 2015

W kwietniu 2005 rozpoczął się ogólnoeuropejski przetarg na nowe wagony niskopodłogowe, zarówno jedno- jak i dwukierunkowe. Kupując te drugie, przedsiębiorstwo BVG mogłoby zapewnić komunikację tramwajową na trasach będących w remoncie oraz tych, które uległy awarii. Dzięki zakupowi tych wagonów można było także uniknąć przebudowy odcinków torów niekończących się pętlami. Pod kątem zakupu nowego typu tramwaju testowano wiedeński tramwaj ULF oraz wyprodukowany dla Nantes wagon Incentro firmy Bombardier.
Dnia 12 czerwca 2006 przedsiębiorstwo BVG podjęło decyzję o zakupie nowych wagonów. Stworzony dla Berlina tramwaj bazował na konstrukcji Incentro i został wyprodukowany przez firmę Bombardier. Nowemu typowi tramwaju nadano oznaczenie Flexity Berlin. W październiku 2008 za 13 milionów Euro zakupiono cztery wagony prototypowe i rozpoczęto jazdy próbne. Flexity Berlin to tramwaje jedno-i dwukierunkowe. Nie jest możliwa ich eksploatacja w trakcji ukrotnionej.
29 czerwca 2009 Rada Nadzorcza BVG zdecydowała się na zakup 99 wagonów Flexity za 305,3 miliona Euro, z których planowano zakupić 40 w wersji długiej i 59 w wersji krótkiej. We wrześniu 2011 rozpoczęły się dostawy pierwszych 13 długich wagonów. Aby móc wycofać z ruchu liniowego wszystkie stare wagony typu Tatra KT4, musiano by do 2017 zakupić jeszcze 33 tramwaje za 92,3 miliona Euro. Wagony tramwajowe miano wykończyć w fabryce Bombardier-Werken Bautzen lub Hennigsdorf.
W czerwcu 2012 Rada Nadzorcza BVG zatwierdziła decyzję o zakupie 39 wagonów tramwajowych typu Flexity Berlin. Biorąc pod uwagę zamówienie na 99 wagonów, w 2010 było zamówionych 38 długich wagonów jednokierunkowych, 47 długich dwukierunkowych oraz 53 krótkich dwukierunkowych u producenta, Bombardier Transportation. Dzięki temu zamówieniu planuje się, że stare wagony tramwajowe marki Tatra zostaną wycofane do 2017. Finansowane przez Berlin zamówienie ma łącznie wartość 439,1 miliona Euro.
Nowe tramwaje są o dziesięć centymetrów szersze od dotychczas eksploatowanych wagonów niskopodłogowych. Szerokość wagonów obliczono tak, aby nie były konieczne żadne przebudowy sieci. Dotyczy to jednak tylko tych odcinków, na których Flexity ma być eksploatowane. Na obszarze Köpenick oraz części sieci Pankow wagony te nie mogą być eksploatowane.
W grudniu 2020 r. BVG zawarło umowę ramową z Bombardierem na dostawę do 117 nowych tramwajów dwukierunkowych. Przewidziano pojazdy w dwóch wersjach: 30- i aż 50-metrowej. Tramwaje nowo zamówionej generacji będą dostarczane od końca 2022 r., sukcesywnie zastępując pojazdy GT6N. Po zrealizowaniu zamówienia podstawowego liczba tramwajów Flexity w Berlinie wzrośnie do 251.

## Tramwaje w okolicach Berlina

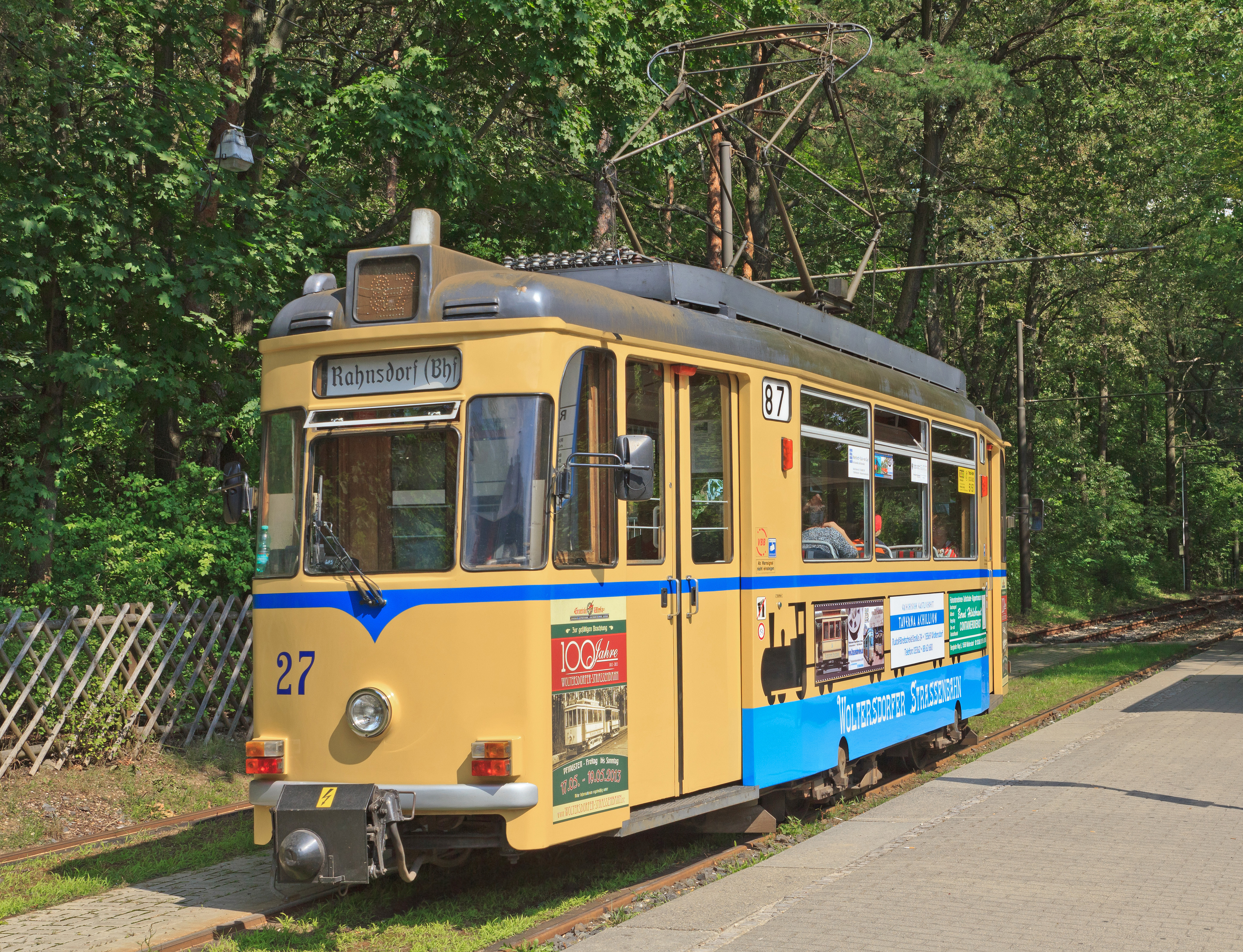
Tramwaj na linii 87 Woltersdorf-Berlin

W okolicach Berlina funkcjonują cztery samodzielne sieci tramwajowe:
- Tramwaje w Woltersdorfie (Linia nr 87)
- Linia tramwajowa Berlin – Schöneiche – Rüdersdorf (Linia nr 88)
- Tramwaje w Strausbergu (Linia nr 89)
- Tramwaje w Poczdamie (Linie o numerach 9x)

Linie od 87 do 89 obsługują trzy gminy i jedno małe miasto na wschód od Berlina. Tramwaje z Schöneiche bei Berlin i z Woltersdorfu kończą swój bieg na terenie Berlina na obszarze Treptow-Köpenick przy stacji S-Bahnu.

## Galeria

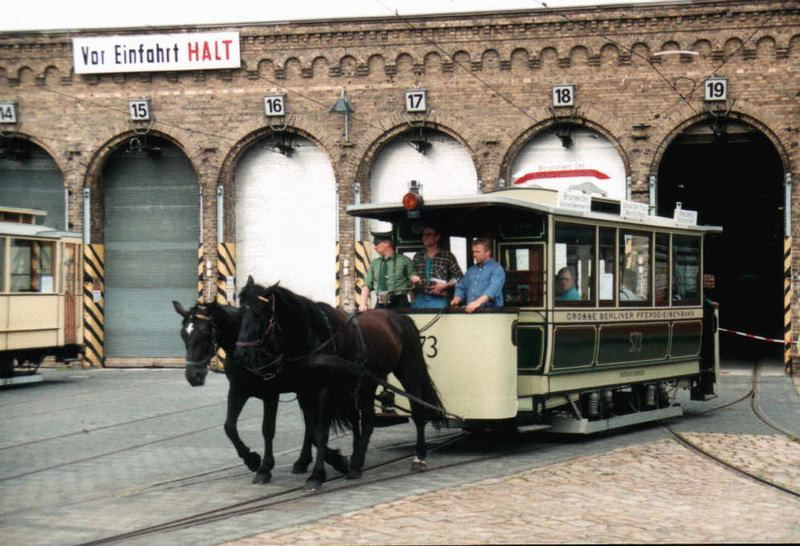
Berliński zabytkowy tramwaj konny
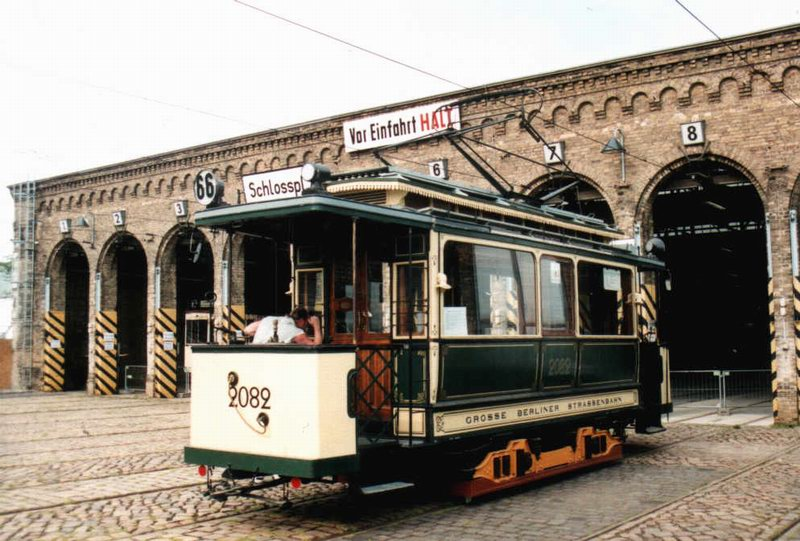
Berliński zabytkowy tramwaj elektryczny Berolina
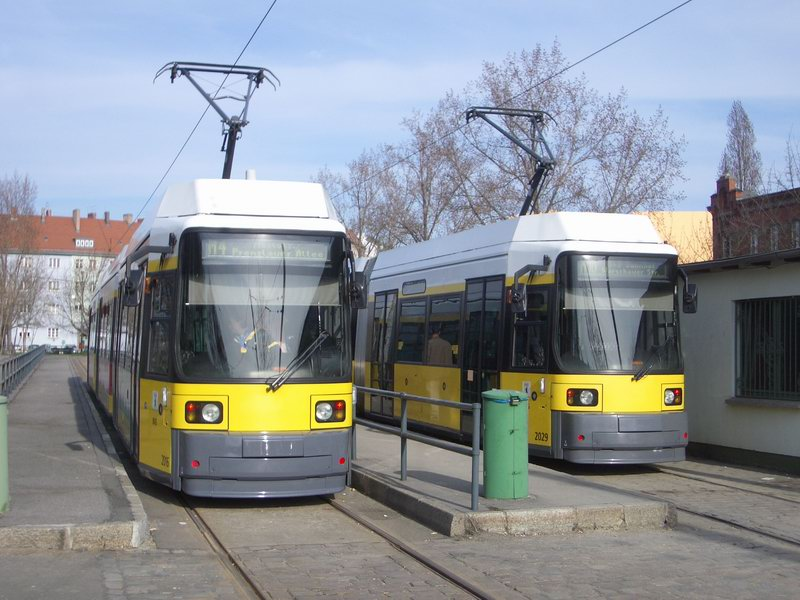
Tramwaje dwukierunkowe typu GT6N-Z produkcji AEG-Adtranz